# Mobilitätsmanagement

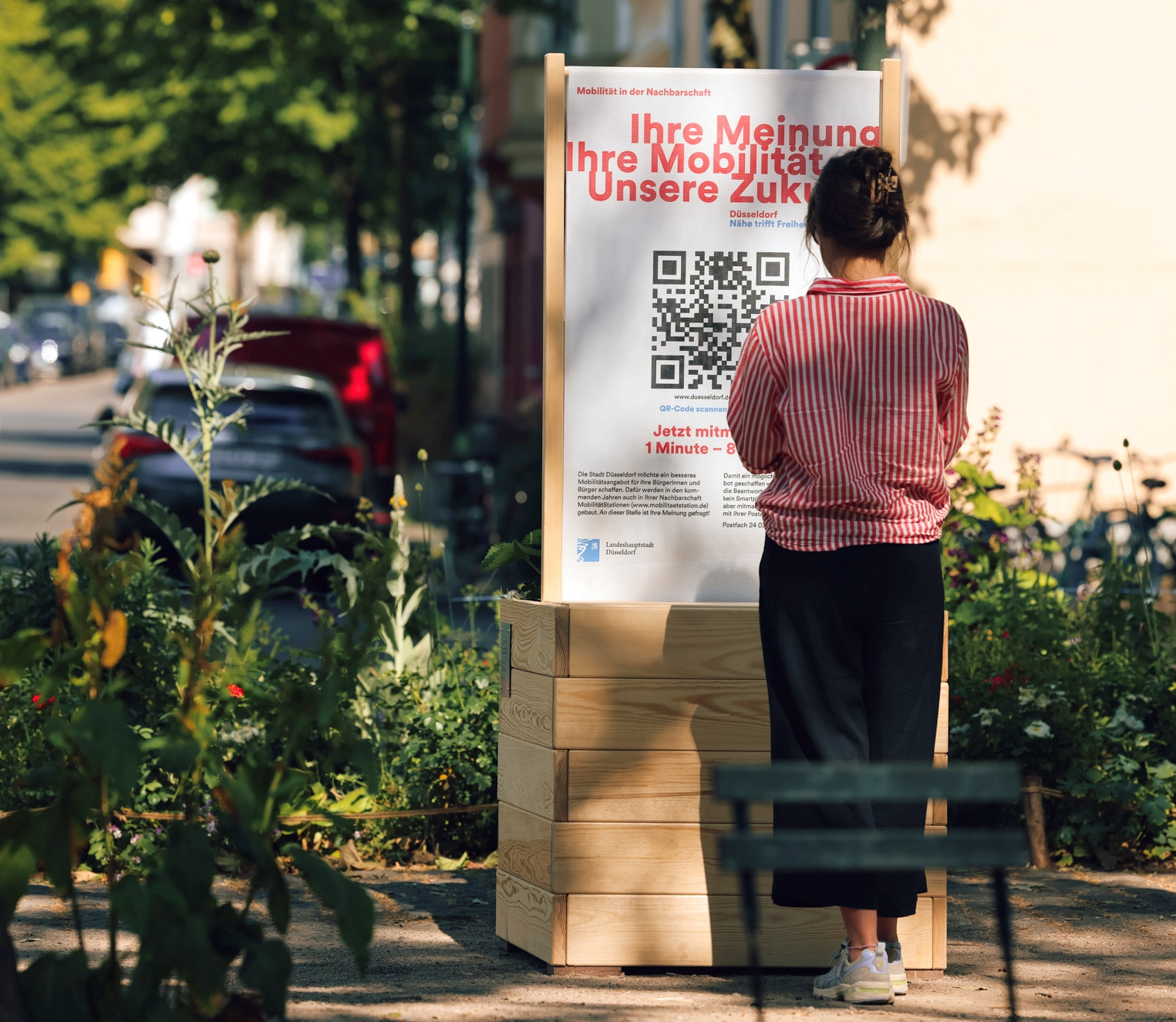
MM-Maßnahme: Bürgerbeteiligung

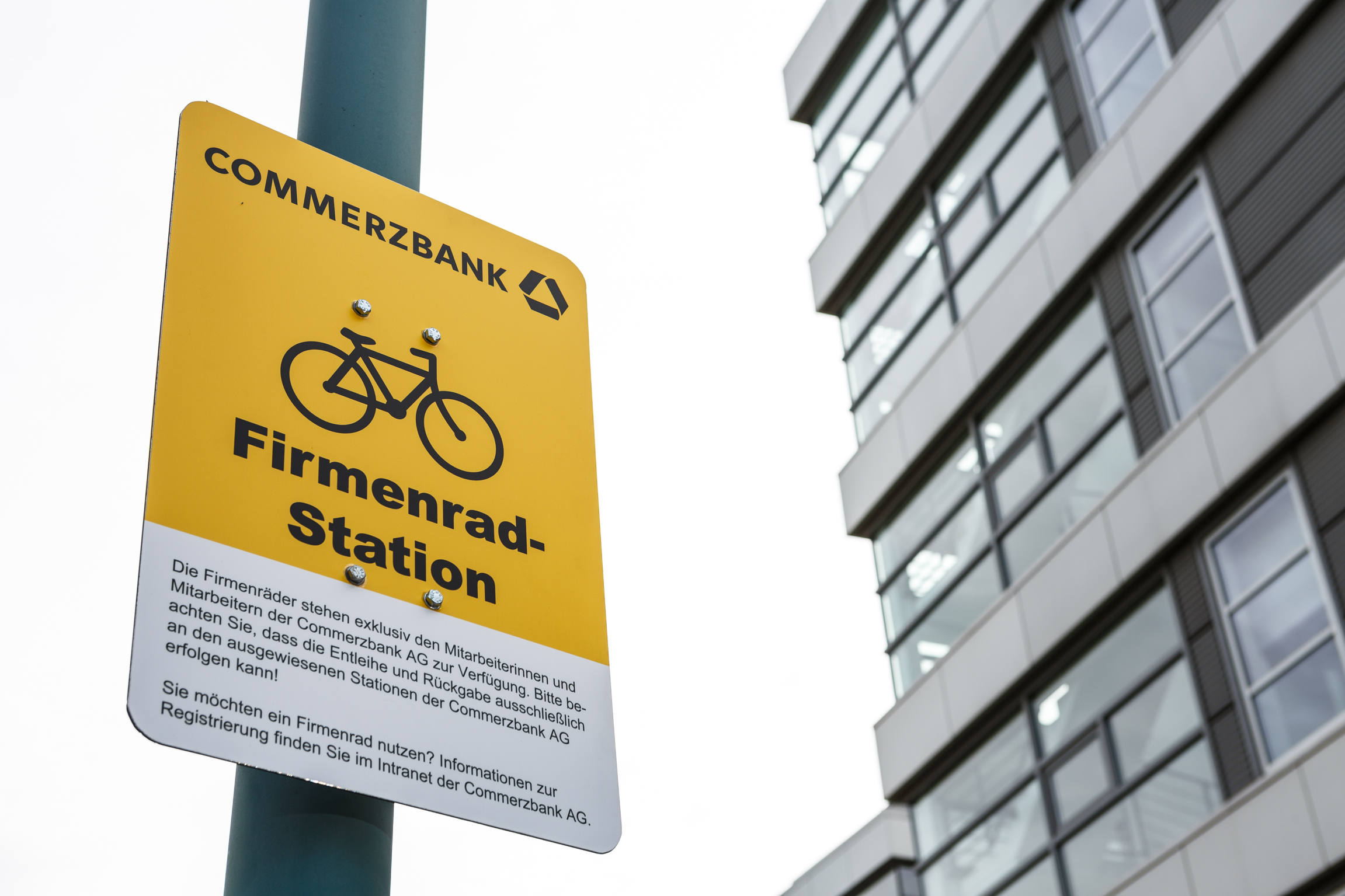
MM-Maßnahme: Firmenräder

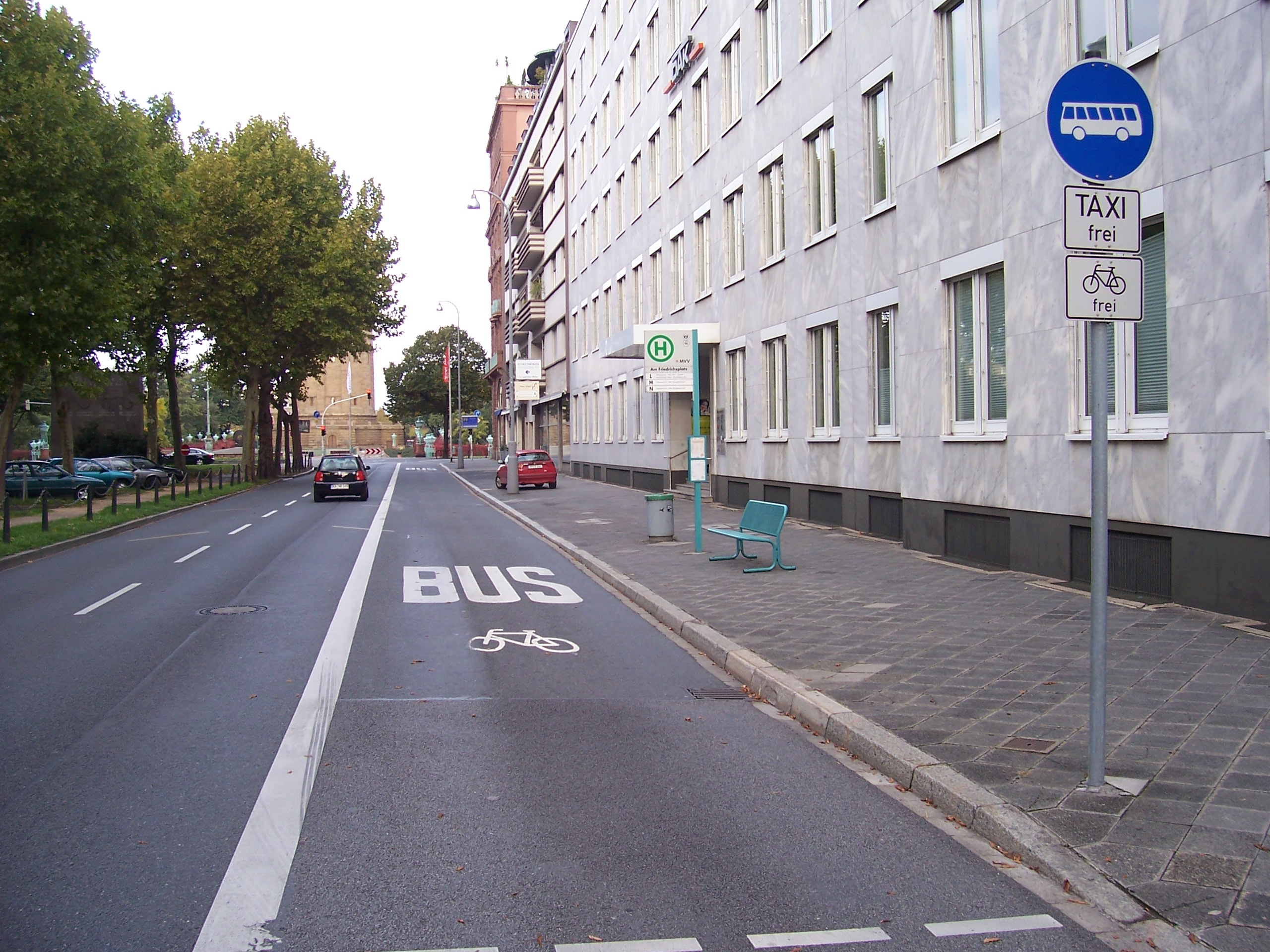
Bussonderfahrstreifen mit Radverkehrsfreigabe

privilegierte Fahrstreifen für Busse, Taxis, Fahrgemeinschaften und Radverkehr (Kanada)

Mobilitätsmanagement beschreibt die zielorientierte Beeinflussung des individuellen Mobilitätsverhaltens. Dazu gehört die Anwendung von Maßnahmen, die die Wahrnehmung und Bewertung der Verkehrsmöglichkeiten von Individuen oder Zielgruppen beeinflussen.
Mobilitätsmanagement wirkt auf der Ebene der räumlichen Mobilität und ermöglicht dadurch die zielorientierte Gestaltung von Verkehr, noch bevor dieser entsteht.
Mobilitätsmanagement stellt neben der Infrastrukturplanung und dem Verkehrsmanagement die dritte Dimensionen der modernen Verkehrsplanung dar. Das gemeinsame Ziel dieser Gestaltungsdimensionen wird durch die Verkehrspolitik bestimmt und orientiert sich in der Regel an zeitgenössischen Leitbildern, wie dem Umweltverträglichen Verkehr oder der Menschengerechten Stadt.

## Theoretische Grundlagen

### Begriffsentwicklung
Ursprünglich in den Vereinigten Staaten als Transport Demand Management konzipiert, wurde Mobilitätsmanagement als Begriff in Deutschland zum ersten Mal 1995 im Rahmen eines Arbeitspapieres der Forschungsgesellschaft für Straßen- und Verkehrswesen (FGSV) detaillierter beschrieben. In diesem Papier wird Mobilitätsmanagement als komplementäres Gestaltungsfeld zum klassischen Verkehrsmanagement betrachtet mit dem spezifischen Ziel einer Verlagerung und Reduktion des motorisierten Verkehrs. Im Fokus stehen anfänglich die Maßnahmenfelder Betrieb, Kommunikation sowie die Information über zur Verfügung stehende Mobilitätsangebote. Dieses Begriffsverständnis wurde 2001 in einem Grundlagenpapier vom Umweltbundesamt weiterentwickelt und Mobilitätsmanagement als „systematisches Vorgehen zur Planung, Realisierung, Inbetriebnahme und Evaluierung von Maßnahmen zur Lösung stadt- und verkehrsplanerischer Problemstellungen“ beschrieben. In diesem Kontext wird Mobilitätsmanagement zum ersten Mal als systematischer Ansatz verstanden, um in Verwaltung und Politik integrierte Verkehrsentwicklungsplanung zu implementieren.
Auf europäischer Ebene ist in den EU-Projekten MOMENTUM und MOSAIC Ende der 1990er Jahre das common concept of mobility management entwickelt worden und basiert auf dem Ansatz des amerikanischen Transport Demand Managements. In dem europäischen Ansatz liegt der Fokus stärker auf der Vermittlung zwischen politischer und operativer Ebene. Mobilitätsmanagement beschreibt hierbei einen nachfrageorientierten Ansatz im Bereich des Personen- und Güterverkehrs, der neue Kooperationen initiiert und ein Maßnahmenpaket bereitstellt, um eine effiziente, umwelt- und sozialverträgliche (nachhaltige) Mobilität anzuregen und zu fördern. Die Maßnahmen basieren im Wesentlichen auf den Handlungsfeldern Information, Kommunikation, Organisation und Koordination und bedürfen eines Marketings. Diese Definition beinhaltet den Mangel, dass bei der Übersetzung aus dem Englischen promotion mit „Marketing“ übersetzt worden ist. Dies passt nicht zum erweiterten Marketingverständnis. Überdenkenswert ist auch die Integration des Güterverkehrs in das Mobilitätsmanagement, da dieses in der Praxis kaum stattfindet.
Im Laufe der Jahre differenzierte sich das Begriffsverständnis von Mobilitätsmanagement immer weiter aus. Besonders die Unterscheidungskriterien, die das Mobilitätsmanagement von den klassischen Gestaltungsdimensionen abgrenzen, wurden zum Teil sehr unterschiedlich definiert. Problematisch stellte sich auch in vielen Begriffsverständnissen die Verknüpfung von Mobilitätsmanagement mit dem fest definierten Ziel der Reduktion des motorisierten Individualverkehrs dar. Dies führte dazu, dass Mobilitätsmanagement nicht wertfrei in die Planung integriert werden konnte, sondern immer abhängig von einer spezifischen politischen Zieldefinition war. Abschließend wurde, sowohl im Abschlussbericht des Forschungsprojekts Mobilitätsmanagement in Deutschland der TU Berlin, als auch in den Empfehlungen zur Anwendung von Mobilitätsmanagement der Forschungsgesellschaft für Straßen- und Verkehrswesen (FGSV), die Zielverknüpfung von Mobilitätsmanagement mit der Verkehrsverlagerung/-vermeidung aufgehoben.

### Definitionen
Aus der Begriffsentwicklung der letzten Jahrzehnte haben sich für den deutschen Raum einerseits eine forschungstheoretische Definition (TU Berlin) und andererseits eine planungspraktische Definition (FGSV) für Mobilitätsmanagement etabliert:
1. Das Mobilitätsmanagement umfasst die operative Gestaltung der subjektiven Rahmenbedingungen von Ortsveränderungsmöglichkeiten. Dazu gehört die Entwicklung und Implementation von Maßnahmen, die die subjektive Wahrnehmung von Ortsveränderungsmöglichkeiten entsprechend der strategischen Ziele gestalten.[5]
2. Mobilitätsmanagement ist die zielorientierte und zielgruppenspezifische Beeinflussung des Mobilitätsverhaltens mit koordinierenden, informatorischen, organisatorischen und beratenden Maßnahmen, in der Regel unter Einbeziehung weiterer Akteure über die Verkehrsplanung hinaus.[6]

Die erste Definition stammt aus dem Umfeld der universitären Forschungsarbeit und ordnet Mobilitätsmanagement im Kontext aktueller wissenschaftlicher Erkenntnisse der Mobilitätsforschung ein. Die zweite Definition entstand hingegen aus dem Umfeld praktizierender Planer und richtet sich eher an die Anwender von Mobilitätsmanagement in den Städten und Kommunen. Dieses planungspraktische Verständnis verknüpft bereits spezifische Maßnahmenkategorien und Akteursgruppen mit dem Mobilitätsmanagement, wohingegen die forschungstheoretische Sicht die exakte Ausgestaltung der Maßnahmen offen lässt. Bei dem Verständnis von Mobilitätsmanagement als Gestaltung subjektiver Rahmenbedingungen spielt stattdessen der Mensch als Ziel der Maßnahmen die entscheidende Rolle. Mobilitätsmanagement soll in Abgrenzung zum Infrastruktur- und Verkehrsmanagement explizit die subjektive Wahrnehmung von Individuen oder Zielgruppen beeinflussen. Trotz der verschiedenen Perspektiven auf das Mobilitätsmanagement widersprechen sich die beiden Definitionen im Grundsatz nicht. Folgende fünf Anforderungen von Mobilitätsmanagement lassen sich in beiden Begriffserklärungen wiederfinden:
- Zielorientierung
- Mobilitätsbezug
- Planungsintegration
- Akteurskooperation
- Kontinuität

Die „Zielorientierung“ stellt sicher, dass Mobilitätsmanagement immer im Kontext aktueller verkehrspolitischer Ziele eingebettet ist. Darüber hinaus können sich auch umweltpolitische und gesundheitspolitische Ziele im Rahmen von Mobilitätsmanagementmaßnahmen wiederfinden, jedoch muss weiterhin der „Mobilitätsbezug“ vorhanden sein. Dies bedeutet, dass sich die Maßnahmen nicht nur auf den Verkehr, sondern insbesondere auf die räumliche Mobilität der Menschen beziehen. Demgegenüber ermöglicht das Mobilitätsmanagement, im Gegensatz zur Infrastrukturplanung, auch die Vermeidung von bestimmten Verkehrsformen. Um entgegenwirkende Effekte bezüglich der Mobilität zu verhindern, ist die „Planungsintegration“ eine zentrale Anforderung. Die Einbettung von Mobilitätsmanagement innerhalb einer integrierten Planung ermöglicht nicht nur eine Abstimmung der gemeinsamen Ziele, sondern koordiniert auch die Maßnahmen mit benachbarten Planungsfeldern wie der Stadt-, Sozial- oder Umweltplanung. Die individuelle Mobilität wird von einer Vielzahl an Einflussfaktoren bestimmt, weshalb beim Mobilitätsmanagement ein besonderes Augenmerk auf die „Akteurskooperation“ fällt. Da, im Gegensatz zur klassischen Verkehrsplanung, eine Vielzahl von unterschiedlichen Akteursgruppen wie Arbeitgebern, Organisationen oder Bildungsstätten direkten oder indirekten Einfluss auf das Mobilitätsverhalten ausüben, müssen die verschiedenen Akteure bei der Konzeption und Anwendung von Mobilitätsmanagement mit einbezogen werden. Die Aufgabe, die verschiedenen Akteure zusammenzubringen und ein gemeinsames Mobilitätsmanagementkonzept aufzustellen, fällt in der Regel den Kommunen zu. Um eine effektive und langfristige Wirkung der Maßnahmen des Mobilitätsmanagements zu garantieren, spielt die „Kontinuität“ in Prozess und Anwendung eine tragende Rolle. Nur bei einer regelmäßigen und kontinuierlichen Anwendung der Maßnahmen können die Wandlungsprozesse des Mobilitätsverhaltens nachhaltig wirken. Besonders weil das Mobilitätsmanagement auf subjektiver Ebene seine Wirkung entfaltet, kann es erhebliche Zeit in Anspruch nehmen, bis sich die individuellen Routinen und Gewohnheiten entsprechend der verkehrspolitischen Ziele verändern. Um diese Kontinuität in Planung und Management zu gewährleisten, ist eine feste Institutionalisierung von Mobilitätsmanagement innerhalb der Verwaltungsorgane vorteilhaft.

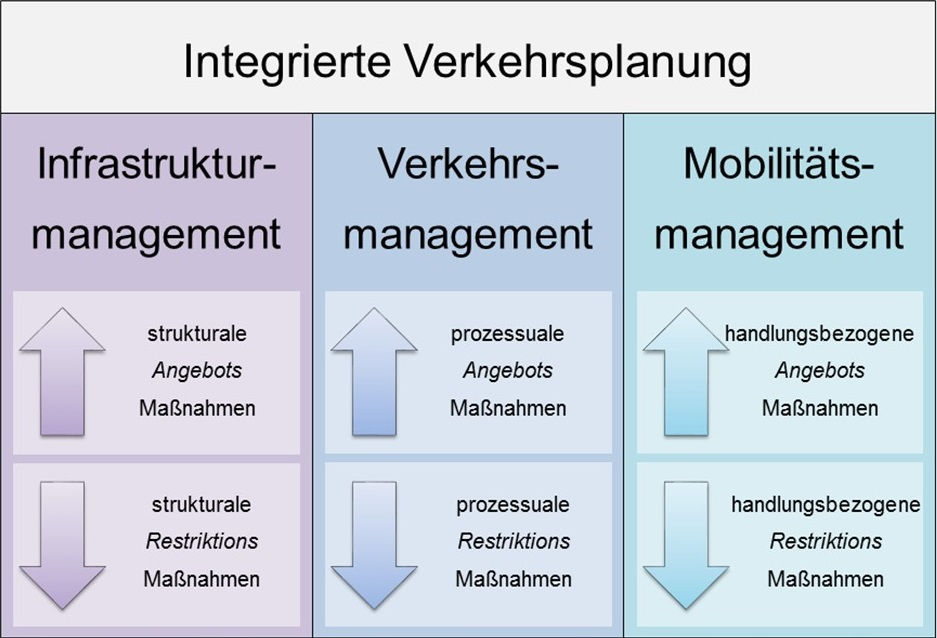
Die drei Planungsfelder inklusive der Push- & Pull-Maßnahmen innerhalb des integrierten Planungsmodells

### Planungtheoretische Einordnung
In dem Verständnis einer integrierten Verkehrsplanung lässt sich Mobilitätsmanagement als dritte Säule neben dem Infrastruktur- und Verkehrsmanagement positionieren. Die drei Planungsdimensionen bilden die operative Trias einer modernen Verkehrsplanung und ermöglichen eine integrierte Gestaltung aller Dimensionen des Verkehrssystems: Infrastruktur, Verkehrsfluss, Mensch.
Die Maßnahmen der entsprechenden Planungsdimensionen lassen sich wiederum in zwei Kategorien unterteilen: angebotsorientierte Maßnahmen (Pull) und restriktive Maßnahmen (Push). Diese Einordnung findet sich im integrierten Planungsmodell wieder, das das operative Spektrum der integrierten Verkehrsplanung darstellt. Das integrierte Planungsmodell ermöglicht eine gleichwertige Betrachtung von Mobilitätsmanagement, beispielsweise bei den Evaluationskriterien, neben den Feldern Verkehr und Infrastruktur. Es definiert aber auch klar die vertikale Trennung von der strategischen Ebene der integrierten Verkehrsplanung, die besonders in der Vergangenheit häufig zu Zielkonflikten führte.
Im Rahmen der integrierten Verkehrsplanung findet auch die Koordination mit außerverkehrlichen Planungsfeldern wie dem Bildungswesen oder der Gesundheitsvorsorge statt, bei dem enge Wechselwirkungen zu Mobilität bestehen. Besonders das Mobilitätsmanagement eröffnet dadurch neue Handlungsperspektiven für die Planung von Mobilität und Verkehr, bei der auch benachbarte Handlungsfelder in die Gestaltung mit einbezogen werden können.

## Praktische Anwendung

### Handlungsfelder
In der praktischen Anwendung wird in der Regel zwischen kommunalem Mobilitätsmanagement und betrieblichem Mobilitätsmanagement unterschieden. Für die Unterscheidung ist der primäre Aufgabenträger relevant: ist es die Kommune, wird von kommunalem Mobilitätsmanagement gesprochen, ist es ein Betrieb oder ein Unternehmen, wird von betrieblichem Mobilitätsmanagement gesprochen. Diese Differenzierung spielt für die Operationalisierung von Mobilitätsmanagement eine große Rolle, da sich die Ziele der Kommune (Gemeinwohl) und des Betriebs (Gewinnmaximierung) im Grundsatz unterscheiden. Ausnahme bilden die öffentlichen Unternehmen, die auf der einen Seite ein betriebliches Mobilitätsmanagementkonzept verfolgen können, auf der anderen Seite trotzdem dem Gemeinwohl verpflichtet sind. Dennoch kann das betriebliche Mobilitätsmanagement auch bei privatwirtschaftlichen Akteuren den Teil eines übergeordneten kommunalen Mobilitätsmanagements darstellen, indem es die kommunalen Mobilitätsziele auf betrieblicher Ebene unterstützt.

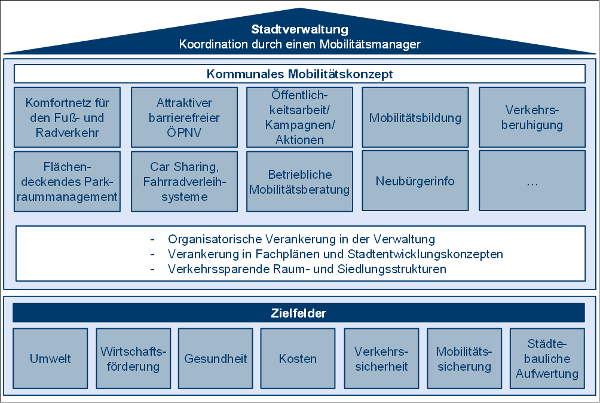
Mögliche Handlungsfelder des kommunalen Mobilitätsmanagements

#### Kommunales Mobilitätsmanagement
Die Aufgabe des kommunalen Mobilitätsmanagements besteht darin, das Planen und Handeln der für Mobilität und Verkehr relevanten Fachstellen der Kommunalverwaltungen zu koordinieren und entsprechend der verkehrspolitischen Ziele auszurichten. Dies erfordert innerhalb der Verwaltungen einen kontinuierlichen und fachgebietsübergreifenden Abstimmungs- und Entscheidungsprozess. Auf der übergeordneten Ebene der Stadtverwaltung wird der mittel- bis langfristige Rahmen für das Mobilitätsmanagement und seine Maßnahmen gesetzt. Ergebnis dieses Prozesses ist die Erstellung eines kommunalen Mobilitätskonzeptes. In diesem Mobilitätskonzept sollten folgende Punkte definiert werden:
- die Ziele des Mobilitätsmanagements
- die Handlungsfelder
- die konkreten Einzelmaßnahmen
- die Verantwortlichen der einzelnen Maßnahmenfelder
- die benötigten personellen, finanziellen und instrumentellen Ressourcen

#### Betriebliches Mobilitätsmanagement
Das betriebliche Mobilitätsmanagement befasst sich mit der Beeinflussung des Mobilitätsverhaltens von Mitarbeitern auf Betriebsebene. Im Gegensatz zum kommunalen Mobilitätsmanagement stehen umwelt- und sozialpolitische Ziele eher im Hintergrund. Stattdessen liegt der Fokus des betrieblichen Mobilitätsmanagements auf der Kosteneffizienz und Mitarbeitergesundheit. Dennoch können flächendeckende und langfristig institutionalisierte Maßnahmen auf Betriebsebene einen wesentlichen Beitrag zur nachhaltigen Verkehrsgestaltung leisten. Jedoch gilt es für die öffentlichen Planungsträger, Anreize zu finden, die die Unternehmen unabhängig von der wirtschaftlichen Lage an die Maßnahmen bindet. Von einem vollwertigen Mobilitätsmanagement kann erst gesprochen werden, wenn mindestens den fünf Anforderungen der Zielorientierung, Mobilitätsbezug, Planungsintegration, Akteurskooperation und Kontinuität entsprochen wird.
Beispielhafte Ziele für das betriebliche Mobilitätsmanagement:
- Kosteneinsparungen (unternehmensseitig)
- Kosteneinsparungen für die Arbeitswege (arbeitnehmerseitig)
- Erhöhung der Mitarbeitermotivation (unternehmensseitig)
- Imagegewinn (unternehmensseitig)
- Verbesserung der Erreichbarkeit (arbeitnehmerseitig)
- Bewegungsförderung und Gesundheitsprävention (arbeitnehmerseitig), Verringerung der Ausfallzeiten (unternehmensseitig)

### Maßnahmen
Die Maßnahmen des Mobilitätsmanagements sind durch ein wesentliches Merkmal gekennzeichnet: Die Beeinflussung des individuellen Mobilitätsverhaltens ohne direkte Wirkung auf den Verkehrsfluss (Lichtsignalanlage) oder die Infrastruktur (Straßenbau). Nach dieser Faustregel eröffnet sich ein breites Spektrum an Maßnahmen, aus dem Mobilitätsmanagement für die Erreichung der verkehrspolitischen Ziele schöpfen kann. Dazu gehören sowohl Maßnahmen der Koordination, Information und Organisation als auch ordnungs- und steuerpolitische Maßnahmen. Wie in anderen Planungsfeldern gilt auch für Mobilitätsmanagement, dass die Effektivität der Wirkungen stark von der Kombination freiwilliger und restriktiver Maßnahmen abhängt. Ein nur auf freiwilligen Angeboten basierendes Maßnahmenbündel schafft es nicht, die bestehenden Routinen beim Mobilitätsverhalten nachhaltig zu verändern. Umgekehrt führt die alleinige Nutzung von restriktiven Maßnahmen zu überhöhten Nachfragen nach Alternativen, die bei einer fehlenden angebotsorientierten Unterstützung nicht vorhanden sind. Dementsprechend gilt es, zielorientiert einen geeigneten Maßnahmenmix zu entwerfen, der den lokalen Gegebenheiten entspricht und eine effektive Zielerreichung verspricht.
Die folgende Liste gibt einen Überblick über mögliche Zielfelder mit entsprechenden Maßnahmen des Mobilitätsmanagements. Hierbei wird deutlich, dass die effektivste Erreichung des Ziels nur gemeinsam mit dem Verkehrs- und Infrastrukturmanagement garantiert werden kann.
| Zielfeld                                            | angebotsorientierte Maßnahmen des Mobilitätsmanagements | restriktive Maßnahmen des Mobilitätsmanagements | unterstützende Maßnahmen (zu Infrastruktur & Verkehr, Promotion & Anreize) |
| --------------------------------------------------- | --- | --- | --- |
| Anteilssteigerung Öffentlicher Nahverkehr           | - kostenloses ÖPNV-Probe-Abo für Neubürger - Schüler-/Studententicket - Jobticket, ggf. mit Arbeitgeberzuschuss                                                                | - verpflichtendes Jobticket - ÖPNV-Nutznießerfinanzierung - Reduktion von Stellplätzen | - ÖPNV-Bevorrechtigung an Lichtsignalanlagen (Verkehr) - Busfahrstreifen (Infrastruktur) - Vernetzung der Verkehrsmittel durch Mobilitätsstationen und Mobility-as-a-Service - digitale Informationsplattformen                                                |
| Anteilssteigerung Radverkehr                        | - Fahrradabstellanlagen (möglichst nach dem Stand der Technik) - Bike-Sharing-Angebote - Dienstradangebot mit Entgeltumwandlung - End-of-Trip Facilities bei Arbeitgebern      | - Minimalschlüssel für Fahrradabstellanlagen - Dienstfahrradpflicht | - Umverteilung des Straßenraums zugunsten der Radwege (Infrastruktur) - Grüne Welle für Radfahrer (Verkehr) - Wettbewerbe wie das Stadtradeln - Imagekampagnen - Fahrradzählstationen                                                                          |
| Anteilssteigerung Fußverkehr                        | - Attraktivierung der Fußwege - Reduktion von Angsträumen - Mobilitätsbildung in Schulen/Seniorenheimen                                                                        | - Verlängerung alternativer Verkehrswege - Ausschließliche Fußerreichbarkeit - Gebühren für das Abstellen von Fahrzeugen | - Umgestaltung von Fußgängerfurten zu Fußgängerüberwegen (Infrastruktur) - Flächendeckendes Tempo-30 in Stadträumen (Verkehr) |
| Reduktion des umweltschädlichen Pendlerverkehrs     | - Telearbeit - Jobticket - Verbesserung der Rad- und ÖPNV-Erreichbarkeit - privilegierte Arbeitgeber-Parkplätze für Fahrgemeinschaften                                         | - verpflichtende Dienstreiserichtlinien - Reduktion klimaschädlicher Verkehrssubventionen - Grenzwert für Stellplätze bei Arbeitgebern - Parkraumbewirtschaftung bei Arbeitgeber-Parkplätzen - Arbeitgeberzuschuss für Jobticket bei Verzicht auf Arbeitgeber-Parkplatz | - Wohnstandortanalyse, Erreichbarkeitsanalyse durch Arbeitgeber veranlasst - Finanzierungsbeteiligung der Arbeitgeber für Infrastrukturen in peripheren Lagen (Infrastruktur) - privilegierte Fahrstreifen für Fahrgemeinschaften, Busse, Taxis und Radverkehr |
| Reduktion des umweltschädlichen Wirtschaftsverkehrs | - Förderung privater u. gewerblich genutzter Lastenfahrräder - Einrichtung von Logistikknoten/Mikro-Hubs - Ermäßigung der Gewerbesteuer für umweltfreundliche Zulieferbetriebe | - Schadstoffgrenzwert für Unternehmen mit Fuhrpark - Reduktion der Zulieferzeitfenster für umweltschädigende Fahrzeuge | - Reservierte Ladezonen für batterieelektrische Fahrzeuge (Verkehr) - Einfahrverbote für bestimmte Fahrzeuggrößen oder emissionsträchtige Fahrzeuge (Infrastruktur)                                                                                            |

### Akteure

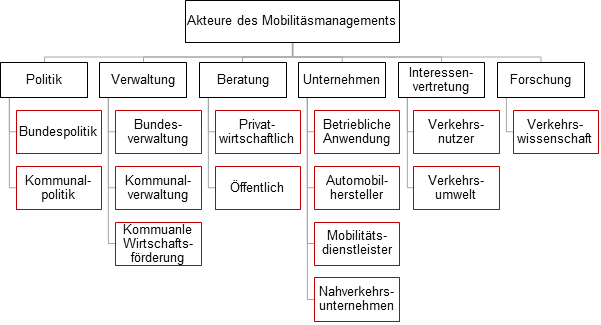
Akteure des Mobilitätsmanagements

Während bei der Infrastrukturplanung und der Organisation des Nahverkehrs die Akteure und Aufgabenträger durch Gesetze und andere Rechtsnormen bestimmt sind, existieren beim Mobilitätsmanagement ganz unterschiedliche Akteurskonstellationen. Die Akteure lassen sich in vier Kategorien einteilen:
1. Öffentliche Hand
2. Private Verkehrsdienstleister
3. Verbände und Interessenvertretungen
4. Verkehrserzeuger

Jede dieser Akteursgruppen vertritt unterschiedliche Ziele und Interessen in Bezug auf das Mobilitätsmanagement. Trotz dieser divergierenden Interessenlage ist eine Zusammenarbeit und Vernetzung der unterschiedlichen Akteure ein wesentlicher Erfolgsfaktor. Der „öffentlichen Hand“ kommt dabei die Aufgabe zu, die verschiedenen Akteure innerhalb eines gemeinsamen Mobilitätskonzeptes einzuhegen und die verkehrspolitischen Ziele sowie die gesellschaftlichen Interessen zu wahren. Die „privaten Verkehrsdienstleister“ vertreten in der Regel privatwirtschaftliche Interessen und treten beispielsweise in Form von Car-Sharing-Betreibern oder Beratungsunternehmen auf. Um langfristig im deutschen Verkehrsmarkt eine Rolle zu spielen, müssen die Verkehrsdienstleister in Kooperation mit Stadt und Kommune treten und gemeinsam den öffentlichen Verkehrsmarkt um zielorientierte Innovationen und Angebote erweitern. Den „Verbänden und Interessenvertretungen“ kommt die Aufgabe zu, die Interessen der Verkehrsnutzer oder der Verkehrsumwelt zu vertreten. Eine Schlüsselrolle kommt den Verbänden bei der Vernetzung der verschiedenen Akteure sowie der Öffentlichkeitsarbeit zu, da sie meist über die Mittel und Kenntnisse zu deren effektiver Anwendung verfügen. Zu den „Verkehrserzeugern“ gehören all diejenigen Einrichtungen, die auf Grund ihrer Funktion (Arbeit, Bildung, Kultur) einen großen Einfluss auf die Erzeugung von Verkehrsströmen ausüben. Durch den steigenden Problemdruck durch den Verkehr, besonders in Städten, sehen sich mittlerweile auch die Verkehrserzeuger gezwungen, aktiv bei der Gestaltung des Verkehrsgeschehens mitzuwirken. Besonders öffentliche Einrichtungen, aber auch immer mehr privatwirtschaftliche Unternehmen werden, beispielsweise durch betriebliches Mobilitätsmanagement, in das Mobilitätskonzept von Kommunen und Städten eingebunden.
Eine weiterführende Untersuchung der verschiedenen Akteurskonstellationen von Mobilitätsmanagement im Rahmen der Mobilitätsforschung konnte 14 unterschiedliche Akteursgruppen in Deutschland identifizieren. Die Gruppen unterscheiden sich dahingehend, dass sie jeweils eigene Interessen und Ziele mit dem Mobilitätsmanagement verbinden. Für ein zielorientiertes Mobilitätsmanagement ist deshalb ein ganzheitliches Strategiekonzept nötig, das die Interessen der verschiedenen Akteursgruppen mit den Zielen der Verkehrspolitik in Einklang bringt. Eine detailliertere Beschreibung der dargestellten Akteursgruppen, deren Interessen und entsprechende akteursspezifische Handlungsempfehlungen finden sich in der Broschüre „Mobilität erfolgreich managen“, die im Rahmen des Forschungsprojektes Mobilitätsmanagement der TU Berlin entstanden ist.
Eine weitere Akteursgruppe sind die Personalvertretungen und Betriebsräte, die mit der Argumentation sichere und stressarme Arbeitswege für die Beschäftigten insbesondere bei der Interessenvertretung mittlerer und größerer Belegschaften bei den Arbeitgebern sehr erfolgreich Maßnahmen des Mobilitätsmanagements initiieren bzw. beeinflussen können. Als Beispiele seien hier die Betriebsräte des Volkswagen-Werks Wolfsburg (Mitwirkung in der 2012–2024 aktiven Taskforce Verkehr) und des Siemens-Mobility-Standortes Braunschweig genannt. Speziell auf diese Akteursgruppe zugeschnitten hat der Auto Club Europa (ACE) im Rahmen seines Programmes Gute Wege zur guten Arbeit ein eigenes Handbuch herausgegeben.